# پیرغازی
پیرغازی (به انگلیسی: Pir Ghazi) یک روستا در پاکستان است که در پنجاب واقع شده‌است. پیرغازی ۰٫۵۵ کیلومتر مربع مساحت و ۴۹ نفر جمعیت دارد و ۵۵۰ متر بالاتر از سطح دریا واقع شده‌است.